# Peter Geist
Peter Geist (* 9. Februar 1816 in Volkach; † 30. Juni 1867 in Würzburg) war ein unterfränkischer Genre- und Kirchenmaler. Insbesondere seine Alltagsdarstellungen, auf denen viele zeitgenössische Trachten dargestellt sind, werden heute im Museum für Franken ausgestellt.

## Leben
Peter Geist wurde am 9. Februar 1816 als Sohn des Malers und Tünchers Caspar Geist und seiner Frau Anna Maria Cornel in Volkach geboren. Die Familie wohnte am Oberen Markt 7, dem damaligen Saumarkt. Geist hatte sieben Geschwister, von denen drei allerdings bereits kurz nach der Geburt verstorben waren. Im Jahr 1821 starb die Mutter des späteren Malers mit nur 37 Jahren. Der Vater heiratete im selben Jahr erneut die Garstädterin Maria Agnes Reißner.
Geist besuchte in den Jahren 1821 bis 1828 zusammen mit seinem jüngeren Bruder Sebastian Geist, der später ein berühmter Uhrmacher werden sollte, die Volksschule im Volkacher Rathaus. Daraufhin verließ er die Familie und begab sich auf Wanderschaft, um eine geeignete Lehrstelle zu finden. Er fand diese in Wien und machte hier eine vierjährige Ausbildung zum Lackmaler. Zusätzlich zeichnete der junge Peter Geist in seiner Freizeit.
Dies war auch der Grund, weshalb er ab 1835 an der Akademie der bildenden Künste Wien vom Historienmaler Josef Müller Zeichenunterricht erhielt. Insgesamt dauerte diese Ausbildung sieben Jahre; Geist schloss sie im Jahr 1842 ab. Er kehrte im selben Jahr nach Franken zurück, verdingte sich in Würzburg als Handzeichner und malte Auftragsarbeiten für die lithographischen Anstalten der Stadt. Bereits 1842 hatte er sich ein Wanderbuch ausstellen lassen, das seine Fähigkeiten bescheinigte.
Kurze Zeit später reiste Geist nach Frankfurt zum Städelschen Kunstinstitut, um hier beim Kunstprofessor Jakob Becker wiederum im Malen geschult zu werden. In seine Frankfurter Zeit fallen die ersten großen Ölgemälde. Ein Madonnenbild wurde für die Franziskanerkirche in Würzburg gemalt, später erhielt es die Klosterkirche Schwarzenberg. Im Jahr 1848 hatte sich Peter Geist einen Ruf als Maler erworben und kehrte zurück nach Würzburg.
Der Maler trat dem Würzburger Kunstverein unter dem Vorsitzenden Philipp Stöhr bei. Hier entstanden die ersten Genremalereien, in denen Geist wichtige Ereignisse des Würzburger Alltags festhielt, zusätzlich entstanden wiederum viele Lithographien. Erstmals arbeitete er auch an Kreuzwegstationen, Heiligen- und Votivbildern, sowie Fahnen, die Geist im Stile der Nazarener malte. Zuvor, 1845, war bereits sein bedeutendstes Bild „Marienkapelle und Marktplatz in Würzburg“ erschienen.
Im Jahr 1852 kaufte sich Geist ein Haus im Würzburger Dombezirk und heiratete Margaretha Bäuerlein aus Eltmann. Dem Ehepaar wurden im Laufe der Jahre insgesamt vier Töchter und ein Sohn geboren. Für seine Heimatstadt Volkach malte Geist im Jahre 1856 zwei Altarblätter für die Stadtpfarrkirche, die die „Anbetung der Könige“ und „Christus am Ölberg“ zeigen. Peter Geist starb am 30. Juni 1867 in Würzburg.

## Werke (Auswahl)

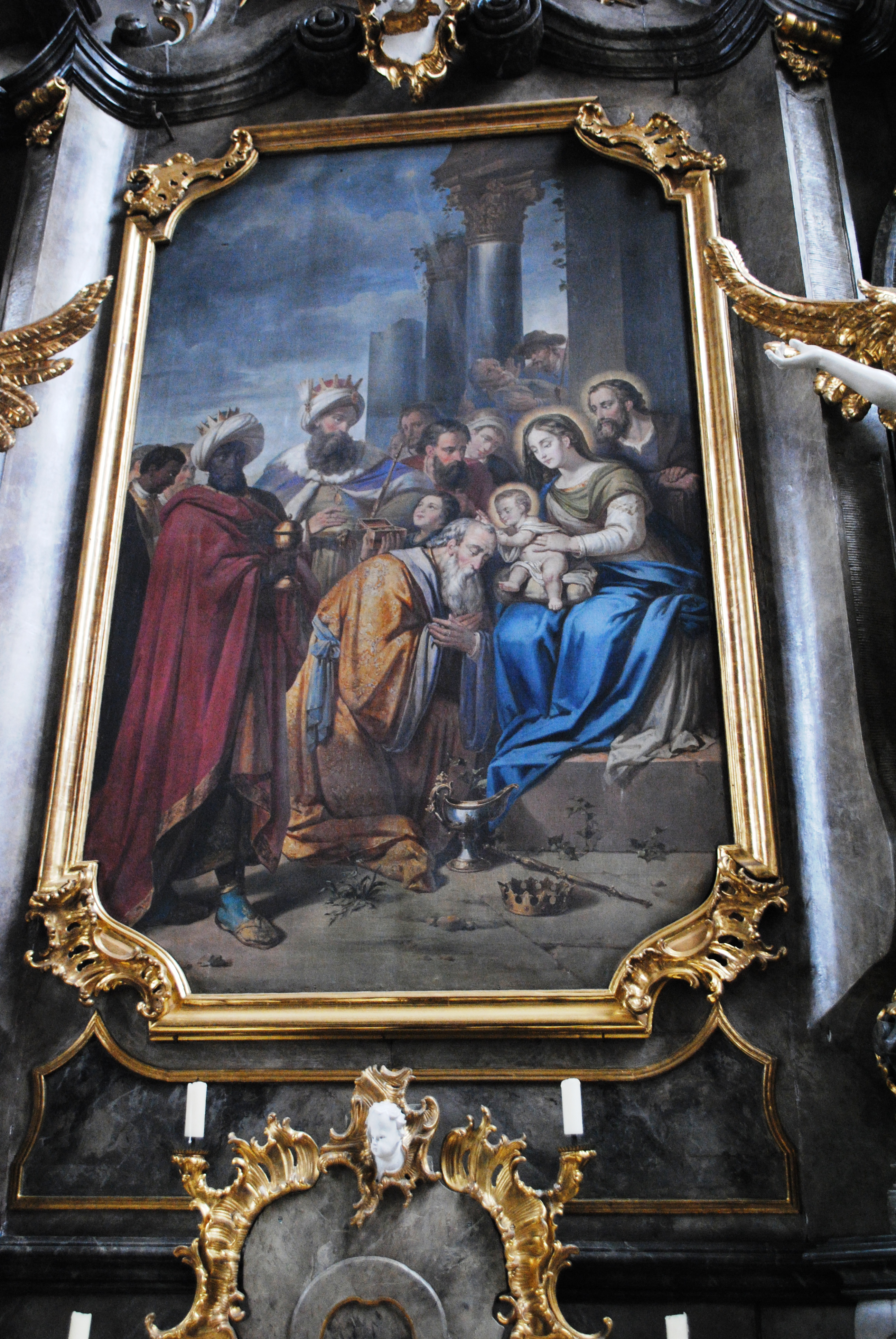
Die Anbetung der Könige in der Volkacher Kirche

### Genremalerei
- 1845: Marienkapelle und Marktplatz in Würzburg (Ölgemälde, im Museum für Franken)
- 1848: Einzug des Erzherzogs Johann in Würzburg (Ölgemälde, auch Lithographie)
- 1848: Denkwürdige Ereignisse des Jahres 1848 (Ölgemälde, 1945 verbrannt)
- 1852: Unterfränkische Trachten (Lithographie)

### Kirchenmalerei
- Madonnenbild in der Klosterkirche Schwarzenberg, Scheinfeld, nach 1842
- Kreuzweg in der Pfarrkirche St. Stephan, Würzburg
- Kreuzweg in der Pfarrkirche St. Bartholomäus, Rothenfels
- Gemälde Muttergottes auf der Weltkugel in der Filialkirche St. Jakobus, Brück, 1845
- Kreuzweg im Kollegiatstift Haug, Würzburg, um 1850
- Zwei Altarblätter in der Pfarrkirche St. Bartholomäus und St. Georg, Volkach, 1856[3]
- Ölgemälde Die Vierzehn Nothelfer in der Pfarrkirche St. Michael, Euerfeld, 1857